# Otmar Szafnauer
Otmar Szafnauer (n. 13 august 1964, Semlac, România) este un inginer româno-american și actualul manager principal al echipei de Formula 1, Alpine.
Szafnauer s-a născut în România dintr-un tată american de origine germană și o mamă româncă, dar s-a mutat la Detroit când avea șapte ani.
Szafnauer s-a alăturat echipei Force India în octombrie 2009 și a jucat un rol integral în performanța îmbunătățită a echipei, echipa urmând o cale ascendentă, terminând a șaptea în 2010 și a șasea în 2011, 2013 și 2014, înainte de a intra în primele cinci în 2015, și obținerea celei mai bune performanțe, locul patru în 2016 și 2017. Eforturile lui Szafnauer au jucat, de asemenea, un rol instrumental în echipă pentru a asigura un acord pe termen lung pentru a folosi motorul Mercedes din sezonul 2014 încoace.